# ظربان مرقط
الظربان المرقط (الاسم العلمي: Spilogale)، جنس حيوانات من فصيلة الظربان. أنواعه أربعة. أعطانها في أمريكا الشمالية وأمريكا الوسطى.